# 43号俄勒冈州州道
43号俄勒冈州州道是美国俄勒冈州的一条州级公路，属于俄勒冈州州道系统，连接了俄勒冈州波特蘭与其南方的俄勒冈城，全长18.67公里。